# يوليا ويلهلم
يوليا ويلهلم (بالألمانية: Julia Wilhelm)‏ هي كاتِبة ألمانية، ولدت في 10 يوليو 1980.